# Fredlanea kirschi
Fredlanea kirschi är en skalbaggsart som först beskrevs av Aurivillius 1923.  Fredlanea kirschi ingår i släktet Fredlanea och familjen långhorningar. Inga underarter finns listade i Catalogue of Life.